# جيما ميس
جيما ميس (بالإنجليزية: Jayma Mays)‏ هي ممثلة أمريكية (من مواليد 16 يوليو 1979 في فيرجينيا، الولايات المتحدة). بدأت مسيرتها الفنية عام 2004.

## الأعمال

### أفلام
- بول بلارت: شرطي المجمع التجاري (2009)
- السنافر (فيلم) (2011)
- السنافر 2 (فيلم) (2013)
- صناعة أمريكية (2017)

### مسلسلات
- هاوس (مسلسل )
- غلي (مسلسل تلفزيوني)
- بوشنغ ديزيز
- كيف قابلت أمكم (مسلسل)
- جوي (مسلسل تلفزيوني)
- ذا ميلرز (سيتكوم)

## روابط خارجية
- جيما ميس على موقع IMDb (الإنجليزية)
- جيما ميس على موقع روتن توميتوز (الإنجليزية)
- جيما ميس على موقع قاعدة بيانات الأفلام العربية
- جيما ميس على موقع ألو سيني (الفرنسية)
- جيما ميس على موقع ميوزك برينز (الإنجليزية)
- جيما ميس على موقع تيرنر كلاسيك موفيز (الإنجليزية)
- جيما ميس على موقع أول موفي (الإنجليزية)
- جيما ميس على موقع قاعدة بيانات الأفلام السويدية (السويدية)
- جيما ميس على موقع إن إن دي بي (الإنجليزية)
- جيما ميس على موقع أول ميوزيك (الإنجليزية)